# Rokas Zubovas
Rokas Zubovas (sinh ngày 31 tháng 7 năm 1966) là một nghệ sĩ dương cầm người Litva.
Khi còn là sinh viên tại Học viện Âm nhạc Litva, Zubovas đã giành chiến thắng trong cuộc thi Čiurlionis lần thứ VI, ngang điểm với nghệ sĩ piano người Moldova Ina Chatipova. Ông tiếp tục học ở Thụy Sĩ và Hoa Kỳ, và trở thành giáo viên tại Khoa Âm nhạc của Đại học Saint Xavier của Chicago từ năm 1994. 6 năm sau, ông trở về Litva và trở thành giảng viên tại Học viện Âm nhạc Litva. Ông được biết đến với sự cống hiến cho âm nhạc của Mikalojus K. Čiurlionis, ông cố của ông. Trong bộ phim tiểu sử Laiškai Sofija (Thư gửi Sofija), ông đã thủ vai Čiurlionis.
Vợ của ông là Sonata Zuboviene, cũng là một nghệ sĩ dương cầm.